# Dark & Wild
Dark & Wild è il primo album in studio del gruppo musicale sudcoreano BTS, pubblicato il 20 agosto 2014.

## Antefatti e pubblicazione
Dark & Wild è stato registrato tra la Corea e Los Angeles durante le riprese del reality American Hustle Life. È stato annunciato il 30 luglio 2014, quando la Big Hit Entertainment ha lanciato sul proprio sito web un conto alla rovescia terminante il 6 agosto successivo, giorno in cui è stato rivelato il video teaser del disco, ovvero il brano introduttivo Intro: What Am I to You cantato solo da Rap Monster. La clip, lunga 3 minuti, è ambientata in un giardino fiorito il cui scenario diventa desolato e oscuro pian piano che i testi passano dal narrare la gioia di una relazione d'amore al raccontare l'amarezza per la sua fine. Nei giorni successivi sono state pubblicate le foto promozionali e la tracklist, oltre ad un brano gratuito in streaming, Let Me Know, scritto e prodotto da Suga. Il disco è uscito il 20 agosto, con il video musicale di Danger. Il 21 novembre è stato commercializzato un remix di Danger realizzato insieme al cantante vietnamita Thanh Bùi, con il relativo videoclip.
L'album ha avuto due edizioni straniere, una per Taiwan e una per il Giappone. L'edizione taiwanese è stata pubblicata il 21 novembre 2014 ed è composta da un doppio CD (il primo identico all'edizione coreana, mentre il secondo contiene una raccolta di altri pezzi) e da un DVD con sette video musicali e un'intervista; l'8 marzo 2015 ne è stata fatta un'edizione speciale limitata da un solo disco, sul quale è incisa una selezione di nove canzoni coreane e una versione in cinese di Boy in Luv. L'edizione giapponese, con lista tracce identica a quella coreana, è uscita il 18 marzo 2015, con allegato un DVD con due video musicali e una galleria di foto.

## Descrizione
Dark & Wild fa da estensione narrativa alla "trilogia scolastica" (2 Cool 4 Skool, O!RUL8,2? e Skool Luv Affair) e da transizione verso la nuova serie di dischi The Most Beautiful Moment in Life. Musicalmente fonde il sound rock delle chitarre elettriche all'hip hop, e prosegue l'esplorazione del genere R&B. Le sette tracce che precedono Interlude: What Are You Doing? rappresentano il lato "oscuro" del gruppo, mentre le sei tracce che la seguono il lato "selvaggio". I temi centrali dei testi, che enfatizzano la nozione tradizionale di mascolinità, sono la maturità, i desideri giovanili e l'impazienza verso le relazioni amorose, esprimendo il disorientamento che si attraversa prima di diventare adulti.
Rap Monster apre il disco con Intro: What Am I to You, in cui racconta l'eccitazione per una storia d'amore appena iniziata, che si trasforma in amarezza quando essa finisce. Danger è una traccia influenzata dall'alternative hip hop che esprime la frustrazione di un uomo per l'indifferenza della propria ragazza. War of Hormone rappresenta la spavalderia dei maschi adolescenti nel cercare di conquistare una ragazza, Hip Hop Lover è un'ode agli artisti preferiti dai BTS, con menzioni a Jay-Z, Nas, Eminem, Kanye West, Kendrick Lamar e Gang Starr, Let Me Know è una ballata oscura che parla di devastazione, rabbia e accettazione, mentre Rain riflette sulla monotonia, utilizzando la pioggia come metafora della depressione. BTS Cypher Pt. 3: Killer è un contrattacco aggressivo contro i rapper che li hanno derisi per essere una boy band. Interlude: What Are You Doing?, modellata sui beat del West Coast hip hop e del G-funk degli anni Novanta, introduce la seconda metà del disco, la cui prima traccia è Can You Turn Off Your Phone, che parla dei problemi generazionali con i social media. Blanket Kick si concentra sulle emozioni banali delle storie d'amore giovanili, in 24/7=Heaven viene esplorato il senso di attesa e impazienza tra l'inizio di una relazione romantica e il primo appuntamento, invece Look Here parla di un amore non corrisposto che si trasforma in ossessione. La penultima traccia, 2nd Grade, è un pezzo neo hip hop discorsivo in cui il gruppo paragona il proprio secondo anno da idol al secondo anno di scuola, equiparando gli esami alle cerimonie di premiazione e gli studenti più grandi ai colleghi musicisti più anziani. Nei testi esprimono la propria ambizione e determinazione a crescere come artisti nonostante attacchi verbali, commenti malevoli e indifferenza. Chiude il disco il pezzo R&B Outro: Does That Make Sense?.

## Promozione
Il giorno stesso dell'uscita i BTS hanno tenuto una conferenza stampa ed un concerto, esibendosi con Danger, War of Hormone e Let Me Know. Il gruppo ha continuato la promozione dell'album in vari programmi musicali sudcoreani a partire dal 21 agosto, esibendosi con Danger e Let Me Know, mentre dal 23 ottobre è stata la volta di War of Hormone, subito dopo l'uscita del suo videoclip. I BTS hanno utilizzato la prima parte del tour di concerti BTS Live Trilogy Episode II: The Red Bullet, che è cominciata il 17 ottobre e terminata il 20 dicembre, per promuovere il disco.

## Accoglienza
Mary Siroky di Consequence ha descritto l'album come "una supernova con nessuna traccia da saltare" in cui "hanno assolutamente tratto il meglio dal loro periodo come adolescenti oscuri e selvaggi che si dirigono verso i vent'anni".

## Tracce
1. Rap Monster – Intro: What Am I to You – 2:45 (Pdogg, Rap Monster)
2. Danger – 4:05 (Pdogg, Thanh Bui, "Hitman" Bang, Rap Monster, Suga, J-Hope)
3. War of Hormone (호르몬 전쟁?, Horeumon jeonjaengLR) – 4:26 (Pdogg, Supreme Boi, Rap Monster, Suga, J-Hope)
4. Hip Hop Lover (힙합성애자?, Hiphapseong-aejaLR) – 4:17 (Pdogg, Rap Monster, Suga, J-Hope)
5. Let Me Know – 4:15 (Suga, Pdogg, Rap Monster, J-Hope)
6. Rain – 4:25 (Slow Rabbit, Rap Monster, Suga, J-Hope)
7. Rap Monster, Suga, J-Hope – BTS Cypher Pt. 3: Killer (feat. Supreme Boi) – 4:28 (Supreme Boi, Rap Monster, Suga, J-Hope)
8. Interlude: What Are You Doing? (Interlude: 뭐해?, MwohaeLR) – 0:42
9. Can You Turn Off Your Phone (핸드폰 좀 꺼줄래?, Haendeupon jom kkeojullaeLR) – 3:54 (Pdogg, Rap Monster, Suga, J-Hope)
10. Blanket Kick (이불킥?, IbulkikLR) – 4:02 ("Hitman" Bang, Shaun, Slow Rabbit, Pdogg, Rap Monster, Suga, J-Hope)
11. 24/7=Heaven – 3:46 (Pdogg, Slow Rabbit, Rap Monster, Suga, J-Hope)
12. Look Here (여기 봐?, Yeogi bwaLR) – 3:39 (250, Jinbo, Rap Monster, Suga, J-Hope)
13. 2nd Grade (2학년?, 2hangnyeonLR) – 3:55 (Pdogg, Supreme Boi, Rap Monster, Suga, J-Hope)
14. Jin, Park Ji-min, V e Jeon Jung-kook – Outro: Does That Make Sense? (Outro: 그게 말이 돼??, Geugae mar-i dwae?LR) – 2:53 (SiMo, Supreme Boi)

### Edizione taiwanese
CD 2
1. We Are Bulletproof Pt.2 – 3:45 (Pdogg, "Hitman" Bang, Supreme Boi, Rap Monster, Suga, Jungkook, J-Hope)
2. No More Dream – 3:42 (Pdogg, "Hitman" Bang, Rap Monster, Suga, J-Hope, Supreme Boi, Jungkook)
3. Like – 3:51 (Slow Rabbit, Rap Monster, Suga, J-Hope)
4. N.O – 3:30 (Pdogg, "Hitman" Bang, Rap Monster, Suga, Supreme Boi)
5. Coffee – 4:20 (Urban Zakapa, Pdogg, Slow Rabbit, Rap Monster, Suga, J-Hope)
6. Attack On Bangtan (進擊的防彈S, Jìnjī de fángdànP) – 4:07 (Pdogg, Rap Monster, Suga, J-Hope, Supreme Boi)
7. Boy in Luv – 3:50 (Pdogg, "Hitman" Bang, Rap Monster, Suga, Supreme Boi)
8. Just One Day (一天就好S, Yītiān jiù hǎoP) – 4:00 (Pdogg, Rap Monster, Suga, J-Hope)
9. Tomorrow – 4:22 (Suga, Slow Rabbit, Rap Monster, J-Hope)
10. Spine Breaker (啃老族S, Kěn lǎo zúP) – 3:59 (Pdogg, OWO, Rap Monster, Suga, J-Hope, Slow Rabbit, Supreme Boi)

Durata totale: 39:26
DVD
1. No More Dream MV
2. No More Dream MV (Dance Ver.)
3. N.O MV
4. Boy in Luv MV
5. Boy in Luv MV (Dance Ver.)
6. Just One Day MV
7. Danger MV
8. Special Interview (特別錄製給A.R.M.Y的獨家訪問S)

Edizione speciale limitata
1. No More Dream – 3:42 (Pdogg, "Hitman" Bang, Rap Monster, Suga, J-Hope, Supreme Boi, Jungkook)
2. N.O – 3:30 (Pdogg, "Hitman" Bang, Rap Monster, Suga, Supreme Boi)
3. Attack On Bangtan – 4:07 (Pdogg, Rap Monster, Suga, J-Hope, Supreme Boi)
4. Boy in Luv – 3:50 (Pdogg, "Hitman" Bang, Rap Monster, Suga, Supreme Boi)
5. Just One Day – 4:00 (Pdogg, Rap Monster, Suga, J-Hope)
6. Danger – 4:05 (Pdogg, Thanh Bui, "Hitman" Bang, Rap Monster, Suga, J-Hope)
7. War of Hormone – 4:26 (Pdogg, Supreme Boi, Rap Monster, Suga, J-Hope)
8. Hip Hop Lover – 4:17 (Pdogg, Rap Monster, Suga, J-Hope)
9. Let Me Know – 4:15 (Suga, Pdogg, Rap Monster, J-Hope)
10. Boy In Luv (versione cinese)

### Edizione giapponese
DVD
1. Danger MV
2. War of Hormone MV
3. Dark & Wild Photo Gallery

## Formazione
Crediti tratti dalle note di copertina dell'album.
Gruppo
- Jin – voce
- Suga – rap, scrittura (tracce 2-7, 9-13), produzione (traccia 5), tastiera (traccia 5), sintetizzatore (traccia 5), arrangiamento voci (traccia 5), arrangiamento rap (traccia 5), registrazione (traccia 5)
- J-Hope – rap, scrittura (tracce 2-7, 9-13)
- Rap Monster – rap, scrittura (tracce 1-7, 9-13), ritornello (traccia 9)
- Park Ji-min – voce
- V – voce, ritornello (traccia 11)
- Jeon Jung-kook – voce, ritornelli (tracce 2-6, 8-14)

Produzione
- 250 – scrittura (traccia 12), tastiera (traccia 12), sintetizzatore (traccia 12), arrangiamento voci (traccia 12)
- "Hitman" Bang – scrittura (tracce 2, 10), produzione (traccia 10)
- Thanh Bui – scrittura (traccia 2)
- Grecco Buratto – chitarra (tracce 2-3, 9, 11)
- Alex DeYoung – mastering
- DJ Snatch – scratch (traccia 3)
- Steve Graeber – sassofono (traccia 10)
- Hobo – produzione (traccia 12)
- Bob Horn – missaggio (tracce 3, 9-10)
- Jinbo – scrittura (traccia 12), ritornello (traccia 12), arrangiamento voci (traccia 12)
- Kim Hyung-joon – registrazione (tracce 5, 12)
- Sebastian Leger – tromba (traccia 10)
- Ken Lewis – missaggio (tracce 1, 4-5, 7, 12-14)
- Master Key – missaggio (traccia 11)
- Shaunte Palmer – trombone (traccia 10)
- Pdogg – scrittura (tracce 1-5, 9-11, 13), produzione (tracce 1-5, 9-11, 13), tastiera (tracce 1-5, 9-11, 13), sintetizzatore (tracce 1-4, 9, 11, 13), arrangiamento rap (tracce 1-6, 9-13), registrazione (tracce 1-6, 9-13), ritornello (traccia 2), arrangiamento voci (tracce 2, 4, 9-11, 13-14), programmazione aggiuntiva ritmo (traccia 5), programmazione ritmo (traccia 10)
- Eric Reichers – registrazione (tracce 2-3, 10-11)
- James F. Reynolds – missaggio (traccia 2)
- Ryu Hyun-woo – chitarra (traccia 5)
- Shaun – scrittura (traccia 10), produzione (traccia 10), tastiera (traccia 10), chitarra (traccia 10), basso (traccia 10)
- SiMo – scrittura (traccia 14), produzione (traccia 14), tastiera (traccia 14), sintetizzatore (traccia 14)
- Slow Rabbit – scrittura (tracce 6, 10-11), arrangiamento voci (tracce 4-6, 9-10, 14), registrazione (tracce 4-6, 10, 14), produzione (tracce 6, 8), tastiera (tracce 6, 8), sintetizzatore (tracce 6, 8)
- Supreme Boi – scrittura (tracce 3, 7, 13-14), arrangiamento rap (tracce 4-7, 10, 13), registrazione (tracce 4-7, 10, 13), produzione (tracce 7, 14), tastiera (traccia 7), sintetizzatore (traccia 7), ritornello (traccia 13), arrangiamento voci (traccia 13), voce profonda (traccia 14)
- Yang Ga – missaggio (tracce 6, 8)

## Successo commerciale
In Corea del Sud, l'album ha debuttato secondo nella Circle Chart riferita alla 17-23 agosto 2014, mentre è stato terzo nella classifica mensile e quattordicesimo in quella annuale, con 100 906 copie.
Negli Stati Uniti Dark & Wild ha raggiunto la terza posizione nella Billboard World Albums Chart (restando in classifica per undici settimane non consecutive) e la ventisettesima nella Top Heatseekers. Sia Danger che War of Hormone sono entrate nella top 10 della Billboard World Digital Songs in differenti settimane.

## Classifiche

### Classifiche settimanali
| Classifica (2014-2022) | Posizione massima |
| ---------------------- | ----------------- |
| Belgio (Fiandre)       | 170               |
| Corea del Sud          | 2                 |
| Slovacchia             | 97                |

### Classifiche di fine anno
| Classifica (2014) | Posizione |
| ----------------- | --------- |
| Corea del Sud     | 14        |
| Classifica (2015) | Posizione |
| Corea del Sud     | 68        |
| Classifica (2016) | Posizione |
| Corea del Sud     | 74        |
| Classifica (2017) | Posizione |
| Corea del Sud     | 82        |
| Classifica (2018) | Posizione |
| Corea del Sud     | 67        |
| Classifica (2019) | Posizione |
| Corea del Sud     | 73        |
| Classifica (2021) | Posizione |
| Corea del Sud     | 87        |

## Riconoscimenti
- Golden Disc Award
  - 2015 – Bonsang - sezione album[45]
  - 2015 – Candidatura Daesang - sezione album[46]